# Alain LeRoy Locke
Alain LeRoy Locke (13. september 1885 - 9. junij 1954), ameriški filozof, pisatelj, pedagog in mecen na področju umetnosti. Prvi afroameričan, ki je prejel Rhodesovo štipendijo.

## Zgodnje življenje in izobrazba
Arthur Leroy Locke se je rodil 13. septembra 1885 v Filadelfiji v Pensilvaniji staršema Plinyju Ishmaelu Locku in Mary Locke, ki sta bila iz uglednih svobodnih črnskih družin. Njegova mati Mary je bila učiteljica in je pri njem vzbudila strast do izobraževanja in književnosti.
Pri 16 letih se je Locke odločil, da bo uporabljal ime Alain. Leta 1902 je končal srednjo šolo Philadelphia Central High School. Obiskoval je tudi filadelfijsko pedagoško šolo.
Leta 1907 je Locke diplomiral iz angleščine in filozofije na Univerzi Harvard; istega leta je bil kot prvi Afroameričan izbran za Rhodesovega štipendista na univerzi v Oxfordu. Več ameriških Rhodesovih štipendistov z juga ni hotelo živeti v istem kolegiju ali se udeleževati dogodkov z Lockom. Nazadnje je bil sprejet na Hertford College, kjer je med leti 1907 in 1910 študiral književnost, filozofijo, grščino in latinščino. Skupaj s svojim prijateljem in sošolcem Pixley ka Isako Semejem je bil član oxfordskega Cosmopolitan Cluba in je sodeloval pri njegovi prvi publikaciji.
Leta 1910 je študiral filozofijo na univerzi v Berlinu.

## Poučevanje in štipendija
Leta 1912 je Locke postal asistent profesorja angleščine na Univerzi Howard.
Locke se je leta 1916 vrnil na Harvard, kjer je pripravljal doktorsko disertacijo z naslovom "The Problem of Classification in the Theory of Value". V tej disertaciji obravnava vzroke mnenj in družbenih predsodkov ter dejstvo, da ti niso objektivno pravilni ali napačni in zato niso univerzalni. Locke je leta 1918 doktoriral iz filozofije.
Locke se je vrnil na univerzo Howard kot predstojnik oddelka za filozofijo. V tem obdobju je imel prva predavanja o rasnih odnosih. Leta 1925 so ga odpustili, ker si je prizadeval za enako plačilo afroameriških in belih članov fakultete na univerzi.
Po imenovanju Mordecaia W. Johnsona leta 1926 za prvega afroameriškega predsednika univerze Howard, je bil Locke leta 1928 ponovno zaposlen na univerzi. Od leta 1935 se je vrnil k pisanju filozofije. Do upokojitve leta 1953 je poučeval študente na Univerzi Howard. Locke Hall v kampusu Howard je poimenovana po njem. Njegov nekdanji študent je tudi igralec Ossie Davis. Locke ga je spodbudil, da je šel v Harlem zaradi njegove strasti do gledališča.

## Harlemska renesansa in New Negro
Locke je bil gostujoči urednik v marčevski številki revije Survey Graphic iz leta 1925, pri posebni izdaji z naslovom "Harlem, Mecca of the New Negro": o Harlemu in harlemski renesansi, ki je pomagala poučiti bele bralce o njegovi cvetoči kulturi. Decembra istega leta je zadevo razširil v zbirko The New Negro, ki je postala eno njegovih najbolj znanih del. Knjiga je bila prelomnica v temnopolti književnosti in je takoj dosegla uspeh, z njo pa si je Alain ustvaril sloves vodilnega afroameriškega literarnega kritika in esteta.

## Spolna usmerjenost
Locke je bil homoseksualec in je podpiral ostale istospolne Afroameričane, ki so bili del harlemske renesanse. Glede na diskriminatorne zakone zoper istospolnosti ni bil popolnoma odprt glede svoje usmeritve.

## Smrt, vpliv in zapuščina
Po upokojitvi na Univerzi Howard leta 1953 se je Locke preselil v New York. Zaradi težav s srcem je 9. junija 1954 umrl v bolnišnici Mount Sinai. Med boleznijo je zanj skrbela njegova prijateljica in mentorica Margaret Just Butcher. Ta je na podlagi Lockovega nedokončanega dela napisala The Negro in American Culture.

## Dela
The New Negro (Novi črnec)
Zbirka Lockovih besedil in besedil številnih Afroameričanov, ki je postala eno njegovih najbolj znanih del. Locke je prispeval pet esejev: "Foreword", "The New Negro", "Negro Youth Speaks", "Negro Spirituals" in "The Legacy of Ancestral Arts". Lockova filozofija novega črnca je temeljila na konceptu vzpostavljanja rase; da rasa ni zgolj vprašanje dednosti, ampak je bolj vprašanje družbe in kulture. Dvignil je splošno zavest o potencialni enakosti temnopoltih; rekel je, da si temnopolti ne bodo več dovolili prilagajati ali ugoditi nerazumnim zahtevam belcev. Ta ideja je temeljila na samozavesti in politični zavesti. Čeprav je bela Amerika v preteklosti brez posledic ignorirala zakone o enakosti, je Lockova filozofska ideja o Novem črncu omogočila obravnavo. Ker je bila to ideja in ne zakon, so imeli ljudje moč. Če so želeli, da ta ideja zacveti, so jo morali »uveljaviti« s svojimi dejanji in splošnimi pogledi.
The Philosophy of Alain Locke: Harlem Renaissance and Beyond (Filozofija Alaina Locka: Harlemska renesansa in naprej)
V tej zbirki esejev so prvič na voljo njegova pomembna dela, ki govorijo o kulturnem pluralizmu, vrednostnem relativizmu in kritičnem relativizmu. Prav tako je to tudi prva knjiga, ki se osredotoča na njegove filozofske prispevke.
Race Contacts and Interracial Relations: Lectures of the Theory and Practice of Race (Rasni stiki in medrasni odnosi: predavanja iz teorije in prakse rasnih odnosov)
Delo obsega pet predavanj, ki jih je Locke imel na Univerzi Howard. V njem preučuje raso in rasizem v družbenih odnosih 20. stoletja in analizira rasne in etnične konflikte v povezavi z gospodarskimi in političnimi spremembami v družbi.